# Amarantine (dal)
Az Amarantine Enya ír dalszerző és énekesnő első kislemeze Amarantine című albumáról. Az amarantine szó örökkévalót jelent, de egy virágra is lehet asszociálni róla.
A kislemez több változatán szerepel két, eddig kiadatlan Enya-dal is, a The Comb of the Winds, valamint a Spaghetti Western Theme from The Celts, ami eredetileg ugyanahhoz a dokumentumfilm-sorozathoz készült, aminek zeneanyaga Enya első, The Celts címen is megjelent albumát alkotta. Enya a BBC producere, Tony McAuley emlékére jelentette meg ezen a kislemezen.
A kislemez némelyik változatán mindkét bónuszdal szerepel, más változatokon csak a The Comb of the Winds.

## Változatok
A kislemez különböző kiadásai.
CD kislemez (EU)
1. Amarantine (Single Version) – 3:07
2. The Comb of the Winds – 3:39

CD kislemez (EU, USA, Japán)
1. Amarantine (Single Version) – 3:07
2. The Comb of the Winds – 3:39
3. Spaghetti Western Theme from The Celts – 1:57

CD kislemez (Franciaország)
1. Amarantine (Album Version)
2. Boadicea (Single Version)
3. Orinoco Flow

## Helyezések
| Slágerlista (2005)                          | Legmagasabb helyezés |
| ------------------------------------------- | -------------------- |
| Brit kislemezlista                          | 53                   |
| Francia kislemezlista                       | 15                   |
| Japán Oricon kislemezlista                  | 71                   |
| Német kislemezlista                         | 47                   |
| Osztrák kislemezlista                       | 31                   |
| Svájci kislemezlista                        | 39                   |
| USA Billboard Hot Adult Contemporary Tracks | 12                   |
| USA Billboard Hot Single Sales              | 10                   |